# Fiala Antal (katona)
Fiala Antal (angolul: Anthony Fiala; 19. század) amerikai szabadságharcos, aki főhadnagyi rangban szerelt le.

## Élete
Fiala Antal bekapcsolódott az amerikai polgárháborúba, belépett az 1. számú New York-i lovasezredbe. Végigharcolta ezredével az egész polgárháborút. Káplár, őrmester, aztán hadnagy lett, majd 1865 június 27-én főhadnagyként szerelt le. Ezredében szolgált a makói születésű fiatal Pulitzer József is, a New York-i „World” későbbi tulajdonosa.